# Cambrium
| Mesozoïcum                                  | Trias      | jonger |
| Mesozoïcum                                  | Trias      | 251,0  |
| Paleozoïcum                                 | Perm       |        |
| Paleozoïcum                                 | Perm       | 299,0  |
| Paleozoïcum                                 | Carboon    |        |
| Paleozoïcum                                 | 359,2      |        |
| Paleozoïcum                                 | Devoon     |        |
| Paleozoïcum                                 | 416,0      |        |
| Paleozoïcum                                 | Siluur     |        |
| Paleozoïcum                                 | 443,7      |        |
| Paleozoïcum                                 | Ordovicium |        |
| Paleozoïcum                                 | 488,3      |        |
| Paleozoïcum                                 | Cambrium   |        |
| Paleozoïcum                                 | 542,0      |        |
| Neoproterozoïcum                            | Ediacarium |        |
| Neoproterozoïcum                            | Ediacarium | ouder  |
| Indeling van het Paleozoïcum volgens de ICS |            |        |

| Systeem                                                                                 | Serie        | etage        | Ouderdom (Ma) |
| --------------------------------------------------------------------------------------- | ------------ | ------------ | ------------- |
| Ordovicium                                                                              | Onder        | Tremadocien  | jonger        |
| Cambrium                                                                                | Furongien    | 10e etage    | 485,4–489,5   |
| Cambrium                                                                                | Furongien    | Jiangshanien | 489,5-494     |
| Cambrium                                                                                | Furongien    | Paibien      | 494–497       |
| Cambrium                                                                                | Miaolingien  | Guzhangien   | 497–500,5     |
| Cambrium                                                                                | Miaolingien  | Drumien      | 500,5-504,5   |
| Cambrium                                                                                | Miaolingien  | Wuliuen      | 504,5–509     |
| Cambrium                                                                                | 2e serie     | 4e etage     | 509–514       |
| Cambrium                                                                                | 2e serie     | 3e etage     | 514-521       |
| Cambrium                                                                                | Terreneuvien | 2e etage     | 521-529       |
| Cambrium                                                                                | Terreneuvien | Fortunien    | 529–541,0     |
| Ediacarium                                                                              | Ediacarium   | Ediacarium   | ouder         |
| Indeling van het Cambrium volgens de ICS. Cursieve ouderdommen zijn slechts indicaties. |              |              |               |

Het geologisch tijdperk Cambrium (541 ± 1,0 - 485,4 ± 1,9 miljoen jaar (Ma) geleden) is het onderste systeem of de vroegste periode van de era Paleozoïcum. Het volgt op de periode Ediacarium en wordt gevolgd door het Ordovicium.
Het Cambrium is het oudste systeem waarin op grote schaal grote, goed herkenbare meercellige fossielen worden gevonden. Voor het Cambrium komen slechts sponzen en medusae voor. In het begin van het Cambrium verschijnt ongeveer de helft van alle bekende groepen leven (biologische stammen of phyla), vaak zonder dat directe voorouders gevonden zijn. Deze plotselinge radiatie van soorten wordt de Cambrische explosie genoemd.

## Stratigrafie

### Naam en definitie
Het Cambrium werd in 1835 benoemd door Adam Sedgwick naar de Latijnse naam voor Wales: Cambria. Sedgwick was een van de eersten die de opeenvolging van gesteentelagen van deze ouderdom nauwkeurig bestudeerde, hij deed dit in Wales.
Hoewel ook het voorafgaande Ediacarium een wijdverspreide biota kende, verschenen in het Cambrium voor het eerst op grote schaal goed fossiliseerbare organismen met een verharde schaal (meestal kalkachtig). Dit maakt gesteenten uit het Cambrium gemakkelijk van oudere gesteenten te onderscheiden. In 1991 werd door de International Subcommision on Cambrium Stratigraphy de grens tussen Paleozoïcum en Neoproterozoïcum gedefinieerd aan de hand van aaneengesloten gesteentelagen in Newfoundland. De grens werd gelegd bij het bed waar het sporenfossiel Trichophycus pedum voor het eerst voorkomt. Deze grens ligt bij ongeveer 541 Ma en is daarmee aanzienlijk jonger dan historische definities van de Precambrium-Cambrium-grens.

### Het Cambrium in deArdennen
De oudste gesteenten van België komen uit het Cambrium. Deze dagzomen in de Ardennen (massieven van Rocroi, Givonne, Serpont en Stavelot) en in het massief van Brabant (in de bovenlopen van de Zenne, Dijle en Gete, waar bovenliggende lagen door de inslijting van de riviertjes zijn weggeërodeerd). In Vlaanderen en Nederland ligt, behalve in de Zennevallei, in Vlaams-Brabant (Lembeek, Halle), het Cambrium begraven onder jongere gesteenten, soms vele kilometers diep. Over de aard van de Cambrische gesteenten aldaar is daarom vrijwel niets bekend.
De Cambrische gesteenten van de Ardennen zijn voornamelijk schisten, fyllieten en kwartsieten. Omdat dit metamorfe gesteenten zijn worden er weinig goed bewaarde fossielen in het Cambrium van de Ardennen gevonden. Desondanks kunnen soms sporenfossielen van trilobieten of graptolieten gebruikt worden voor dateringen.

### Het Cambrium opNewfoundland
Het Oost-Canadese eiland Newfoundland heeft bij geologen groot belang met betrekking tot onder meer het Cambrium. Fortune Head, een uitham van het schiereiland Burin, is de golden spike tussen het Precambrium en het Cambrium. Anderzijds is de aan de westkust gelegen kaap Green Point de golden spike tussen het Cambrium en het er op volgende Ordovicium. Ook elders op het grote eiland liggen er Cambrische gesteenten aan het oppervlak, zoals die bij de zuidoostelijk gelegen Branch Cove die beschermd zijn vanwege hun fossielen.

## Paleogeografie
De Cambrische continenten waren ontstaan na het opbreken van het supercontinent Pannotia in het Neoproterozoïcum. Het grootste paleocontinent Gondwana lag van 30°Z tot aan de Zuidpool. Het bestond uit wat nu India, Madagaskar, Australië, Nieuw-Zeeland, Afrika, Florida en Zuid-Amerika is. Ook Avalonia, dat nu een deel van de Britse eilanden en Newfoundland en Nova Scotia vormt, lag aan de Zuidpool.
Een aantal kleinere continenten lag gedurende het Cambrium verder naar het noorden. Laurentia, (het tegenwoordige Noord-Amerika en Groenland), Schotland en Siberia bewogen richting de evenaar en hadden daarmee een nieuwe oceaan, de Iapetusoceaan geopend. Baltica (Scandinavië en het Europese deel van Rusland) was ook losgekomen van Gondwana maar lag nog verder naar het zuiden. De beide delen van China (noord en zuid) waren aparte continenten en waren bedekt door een ondiepe tropische zee.

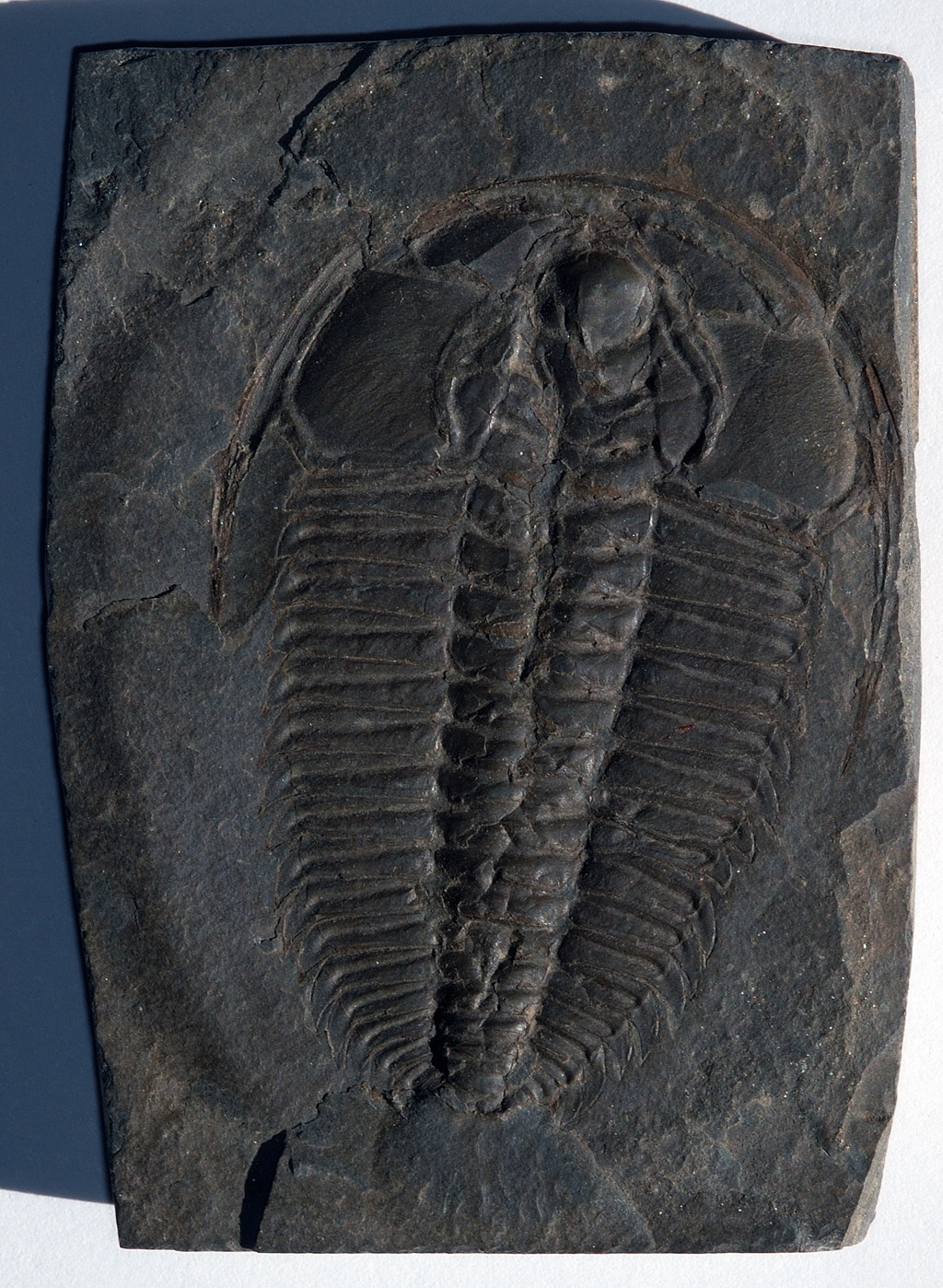
Redlichia chinensis, een fossiele trilobiet uit het Cambrium van Zuid-China. Het fossiel is ongeveer 7,5 cm lang. Locatie: Yung Shan, Hunan.

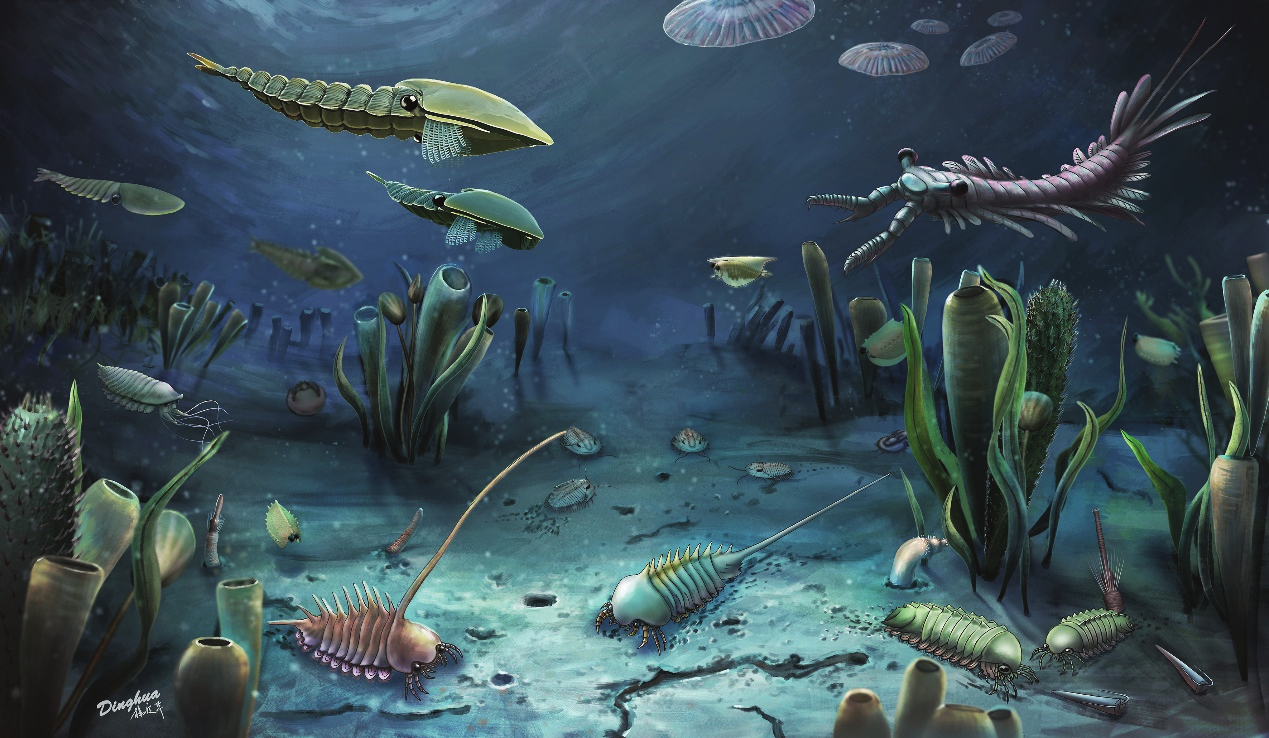
Reconstructie van de fauna van het continentaal plat rondom het Noord-Chinese microcontinent tijdens het Miaolingien, ongeveer 500 miljoen jaar geleden.

## Flora en fauna
Op Bryozoa na lijken alle stammen makkelijk fossiliseerbare dieren die tegenwoordig bestaan hun oorsprong in het Cambrium te hebben. Behalve dat komen in het Cambrium veel uitgestorven stammen en vreemde dieren voor waarvan de verwantschappen vaak onduidelijk zijn. In Ontario en het noorden van de Verenigde Staten zijn mogelijk de oudste sporenfossielen op het land (Protichnites en Climactichnites) gevonden in 530 Ma oude Cambrische bedden. Conodonta, een uitgestorven groep predatoriale chordadieren waarvan vooral fossiele tanden zijn gevonden komen voor het eerst voor tijdens het Furongien (rond 495 Ma). Conodonta leefden gedurende het Paleozoïcum en Vroege Mesozoïcum om in het Laat-Trias (ongeveer 220 Ma) uit te sterven.
De bekendste formatie, waarin zachte onderdelen van Cambrische organismen gefossiliseerd zijn, is de Burgess Shale in Brits-Columbia. Deze formatie is van Midden-Cambrische ouderdom en heeft een schat aan informatie opgeleverd over de Cambrische fauna. Later zijn vergelijkbare fossielen ook op een aantal andere plekken gevonden, waarvan de fossiele biota van Chengjiang in Yunnan (China) de belangrijkste zijn. Deze schalie is van Vroeg-Cambrische ouderdom en daarmee zo'n 10 Ma ouder dan de Burgess Shale.
Algemeen wordt aangenomen dat er in het Cambrium nog geen landplanten waren. Het land moet daarom kaal en leeg zijn geweest, er leefden slechts bacteriën en schimmels. Uit fylogenetisch onderzoek blijkt wel dat de planten al rond 700 Ma uit de algen evolueerden. Planten waren er dus al wel in het water.
Hoewel de Cambrische explosie nog steeds als een ongeëvenaarde radiatie van levensvormen moet worden gezien, zijn later ook zeer diverse (primitievere) Ediacarische biota ontdekt. Hoe deze met Cambrische levensvormen verwant zijn is nog zeer onduidelijk.

### Bekende dieren uit het Cambrium
- Anomalocaris
- Hallucigenia
- Marrella
- Pikaia
- Trilobieten
- Haikouichthys